# Parco nazionale Henri Pittier
Il parco nazionale Henri Pittier è stato il primo parco nazionale del Venezuela, istituito nel 1937 con il nome di Rancho Grande con decreto del presidente Eleazar Lopez Contreras. Solo nel 1953 è stato ribattezzato con l'attuale nome in onore del botanico svizzero Henri François Pittier che, arrivato in Venezuela nel 1917, ne classificò più di 30.000 piante e si dedicò per molti anni allo studio della flora e della fauna del parco.
Con una superficie di 107.800 ettari che abbraccia gran parte della zona settentrionale dello stato Aragua e della zona montuosa dello stato Carabobo fino al confine con il parco nazionale Santo Stefano, il Parco Nazionale Henri Pittier è quello più esteso tra i parchi nazionali della Cordigliera della Costa.
Comprende due sistemi geografici: il primo aspro e montuoso dove abitano più di 500 specie di uccelli e 22 specie endemiche, con 9 fiumi e una grande varietà di flora e vegetazione; il secondo costiero con baie, spiagge e località balneari di enorme potenziale turistico.
Oltre all'aspetto ecologico, il parco riveste anche una notevole importanza per quanto riguarda l'approvvigionamento idrico delle città e delle popolazioni che lo circondano. Vi si coltiva uno dei migliori cacao del mondo, specialmente a Chuao con la sua famosa "via del cacao".